# Kutnerka rdzawa
Kutnerka rdzawa (Tomentella ferruginea (Pers.) Pat.) – gatunek grzybów z rodziny chropiatkowatych (Thelephoraceae).

## Systematyka i nazewnictwo
Pozycja w klasyfikacji według Index Fungorum: Tomentella, Thelephoraceae, Thelephorales, Incertae sedis, Agaricomycetes, Agaricomycotina, Basidiomycota, Fungi.
Po raz pierwszy opisali go w 1801 r. Christiaan Hendrik Persoon nadając mu nazwę Thelephora vinosa. Obecną, uznaną przez Index Fungorum nazwę nadał mu w 1887 r. Narcisse Théophile Patouillard.
Nazwę polską podał Błoński w 1896 r.

## Występowanie
Kutenerka rdzawa występuje w Ameryce Północnej, Europie, Azji, Australii, w Japonii i na Nowej Zelandii. W Polsce W. Wojewoda w 2003 r. przytacza kilka stanowisk.
Grzyb nadrzewny, saprotrof. Występuje w lasach, na starych pniach i pniakach, na opadłych gałęziach, także ma mchach.